# Като, Токико
Токико Като (яп. 加藤 登紀子 Като: Токико, род. 27 декабря 1943 года в Харбине) — японская певица, композитор, поэт-песенник и актриса. Окончила Токийский университет, в настоящее время работает в одном из частных университетов Японии (Международный университет Дзёсай).

## Начало музыкальной карьеры
Студентка Токийского университета Такико Като дебютировала как певица в 1965 году. На 2-м Всеяпонском конкурсе исполнителей шансона[уточнить] получила гран-при.
В 1966 году её сингл «Алый воздушный шар» завоевал «Гран-при музыкальных записей» в номинации «Новые имена», а «Колыбельная для одинокой ночи» 1969 года и «Путевые заметки с полуострова Сиретоко» 1971 года продавались миллионными тиражами и были отмечены уже в основной номинации вокальных произведений «Гран-при». За 53 года своей музыкальной карьеры Токико Като выпустила более 80 альбомов и немало хитов, популярность которых не спадает по сей день[уточнить].
Токико Като выступала не только по Японии, но также с гастролями в других странах, в частности, в 1988 и 1990 годах в Нью-Йоркском Карнеги-холле. В 1992 году певица была награждена кавалерским орденом Франции[уточнить] за вклад в развитие музыкальной культуры.

## Фильмография
- Izakaya Chôji (1983)[3]
- История Хатико (1987)
- Hana no kisetsu (1990)
- Порко Россо (1992)
- Open House (1998)
- Ori ume (2002)
- Mokuyo kumikyoku (2002)
- Walkers: Maigo no otona tachi (2006, сериал, 4 эпизода)

## Интересные факты
- Именно в исполнении Токико Като в Японии получила большую популярность песня Аллы Пугачёвой «Миллион роз»[4]. Текст песни был переведён на японский язык Ниной Хёдо. В 1987 году А. Пугачёва по приглашению Токико Като совершила гастрольный тур по Японии[5]. Певицы вместе исполнили песню «Миллион роз» на одном из концертов на русском и японском языках[6].
- Токико Като была на гастролях в СССР (1968) и в России (1992, 2000)[7].